# Avenue Anatole-France (Charenton-le-Pont)
L'avenue Anatole-France est une voie de Charenton-le-Pont, en France.

## Situation et accès

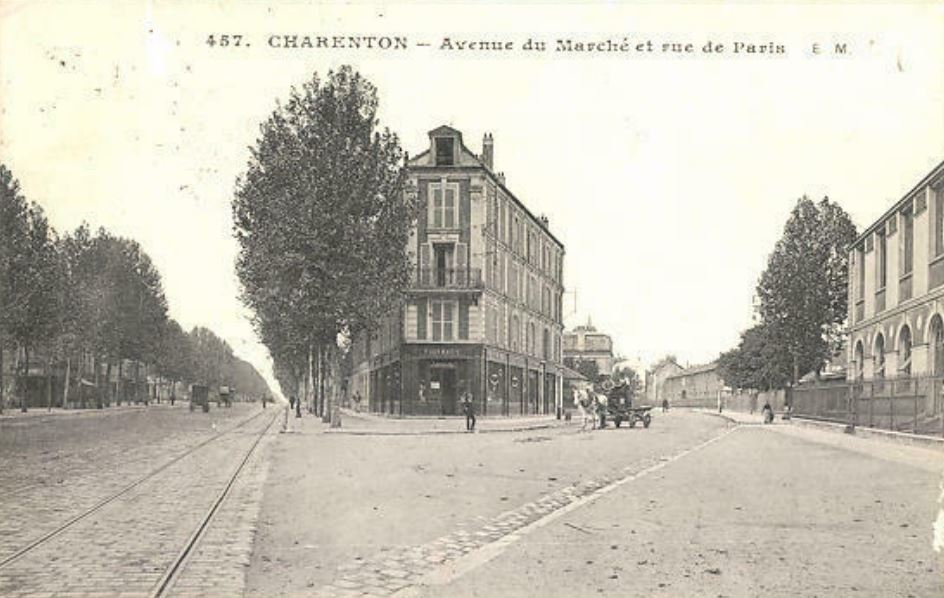
Avenue du Marché et rue de Paris.

La station de métro Charenton-Écoles, sur la ligne 8 du métro de Paris, dessert cette avenue.

## Origine du nom

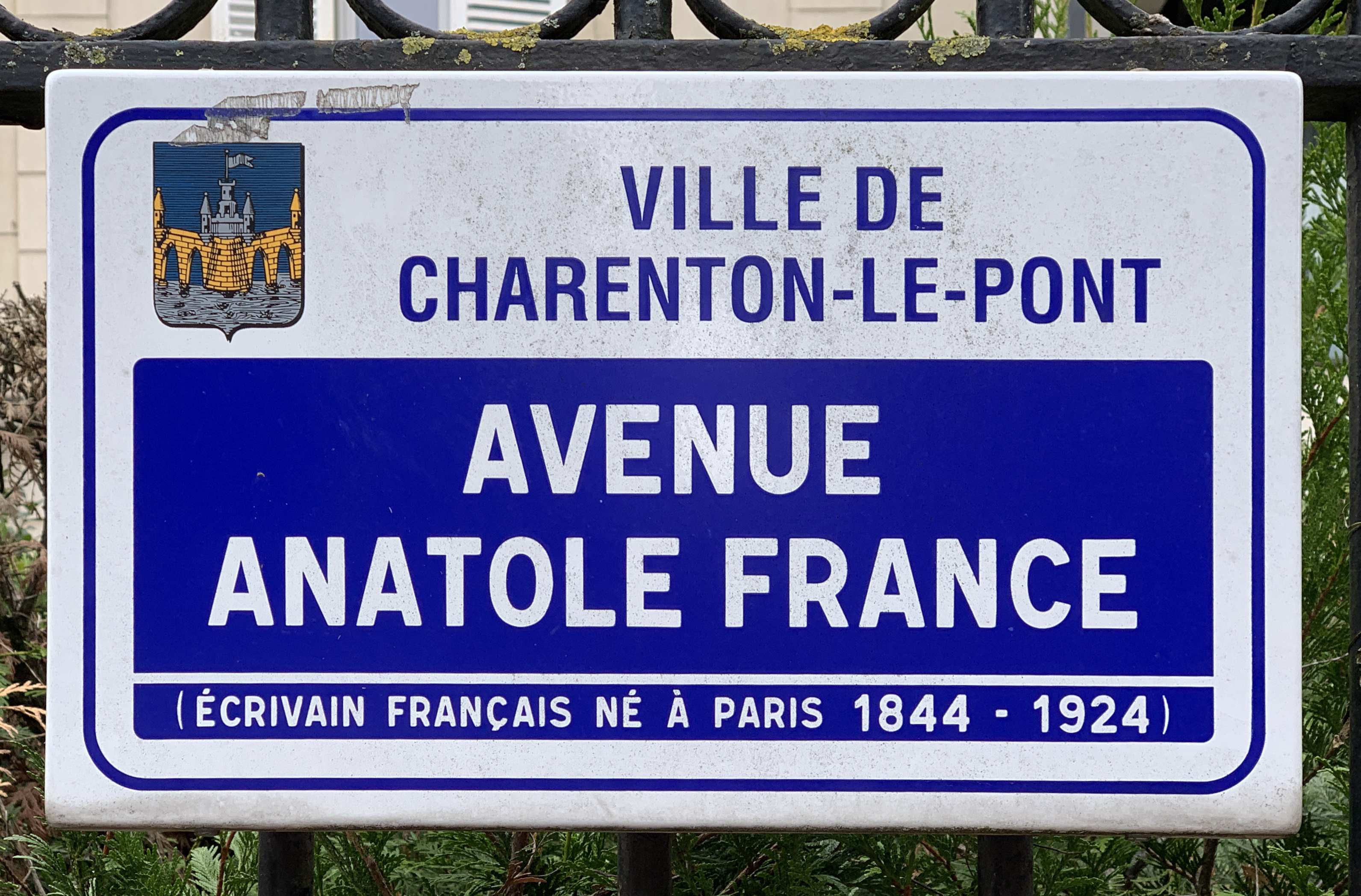
Plaque émaillée de l'Avenue Anatole-France, fin 2020.

Cette voie a été renommée en hommage à l'écrivain et critique littéraire français Anatole France (1844–1924).

## Historique

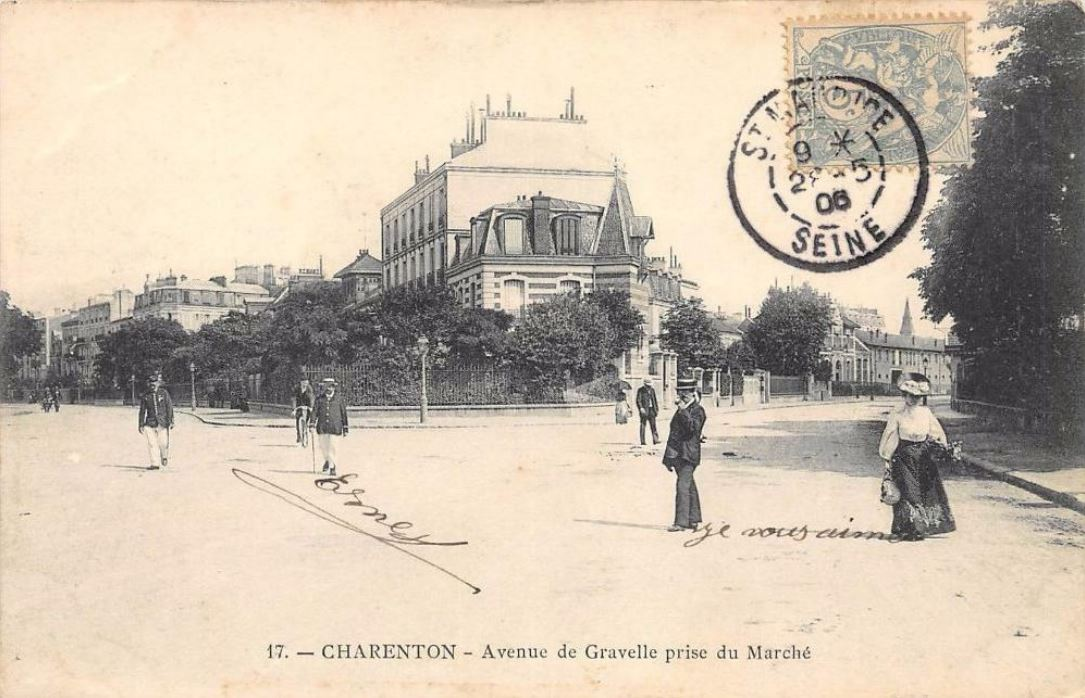
À l'angle de l'avenue de Gravelle.

L'avenue est ouverte en 1865 lors de la construction des écoles sur des terrains de la plaine de Bercy qui appartenaient depuis 1861 à la Ville de Paris sous le nom d'« avenue des Carrières ». Elle est renommée « rue du Marché » en 1891 car elle longeait l'unique marché de la commune à la fin du XIXe siècle. puis rue Anatole-France en 1925. Dans les années 2020, le marché du Centre s'y tient toujours.

## Édifices remarquables
- Au no 4, une des plus profondes fosses de plongée de la région parisienne[5].
- Au no 8, une école maternelle construite en 1887, près des Glacières du bois de Vincennes[6]. Une nouvelle école éponyme y est édifiée en 2018[7].
- Au no 18, une maison recensée à l'inventaire général du patrimoine culturel.